# Nasaltus marseuli
Nasaltus marseuli är en skalbaggsart som beskrevs av Miłosz A. Mazur och Wegrzynowicz 2008. Nasaltus marseuli ingår i släktet Nasaltus och familjen stumpbaggar. Inga underarter finns listade i Catalogue of Life.